# Królestwo Czarnogóry
Królestwo Czarnogóry (serb. Краљевина Црнe Горe / Kraljevina Crne Gore) – państwo istniejące na Bałkanach w latach 1910–1918. Na mocy deklaracji niepodległości, którą przedstawił książę Nikola I Petrović-Njegoš 28 sierpnia 1910 roku Księstwo Czarnogóry przekształciło się w Królestwo Czarnogóry z Nikolą I jako królem.
W trakcie I wojny światowej Czarnogóra była sojusznikiem Aliantów. Od stycznia 1916 do października 1918 roku była okupowana przez wojska austro-węgierskie. 
20 lipca 1917 roku Komitet Jugosłowiański podpisał Deklarację z Korfu, na mocy której Czarnogóra miała być włączona w skład Królestwa Serbii. 26 listopada 1918 roku Królestwo Czarnogóry oficjalnie stało się częścią Serbii, z którą pięć dni później utworzyła Królestwo Serbów, Chorwatów i Słoweńców.

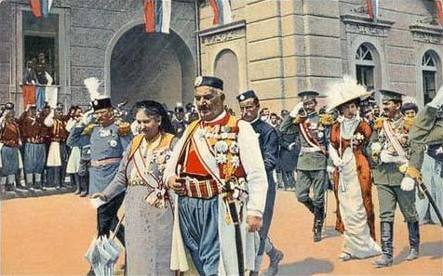
Proklamacja Królestwa Czarnogóry (Cetynia, 28 sierpnia 1910)
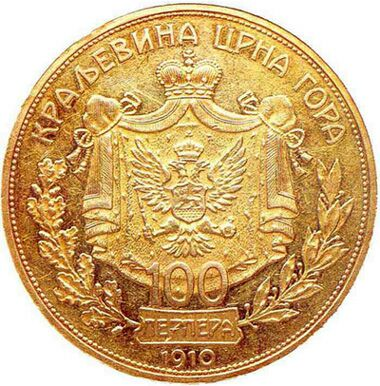
100 perperów